# Гласинац
Гласинац (серб. Гласинац / Glasinac), также известный как Гласинацкое плато (серб. Гласиначка висораван) или Гласинацкое поле (серб. Гласиначко поље) — плато, находящееся на территории общины Соколац в восточной части Республики Сербской, в Романии. Площадь поверхности составляет 22 км², длина 7 км, высота над уровнем моря 800 м.

## Географическое положение
В прошлом Гласинац был точкой пересечения важнейших дорог, проходивших по долинам рек Босны и Дрины. Состоит из обширных лугов и пастбищ, характерных для восточной части Боснии, чья основа состоит из твёрдых непроницаемых пород. Плато окружено хвойными лесами и вершинами Романии, Боговички, Градины, Рабра, Црни-Врха, Копита и Крателя. На плато находятся также многие археологические находки, например, средневековый некрополь на месте современного местечка Црквина рядом с границей с Подроманией (по преданию, ранее там была церковь с кладбищем). Надгробия в Црквине имеют разнообразную форму с разным орнаментом.

## Археология

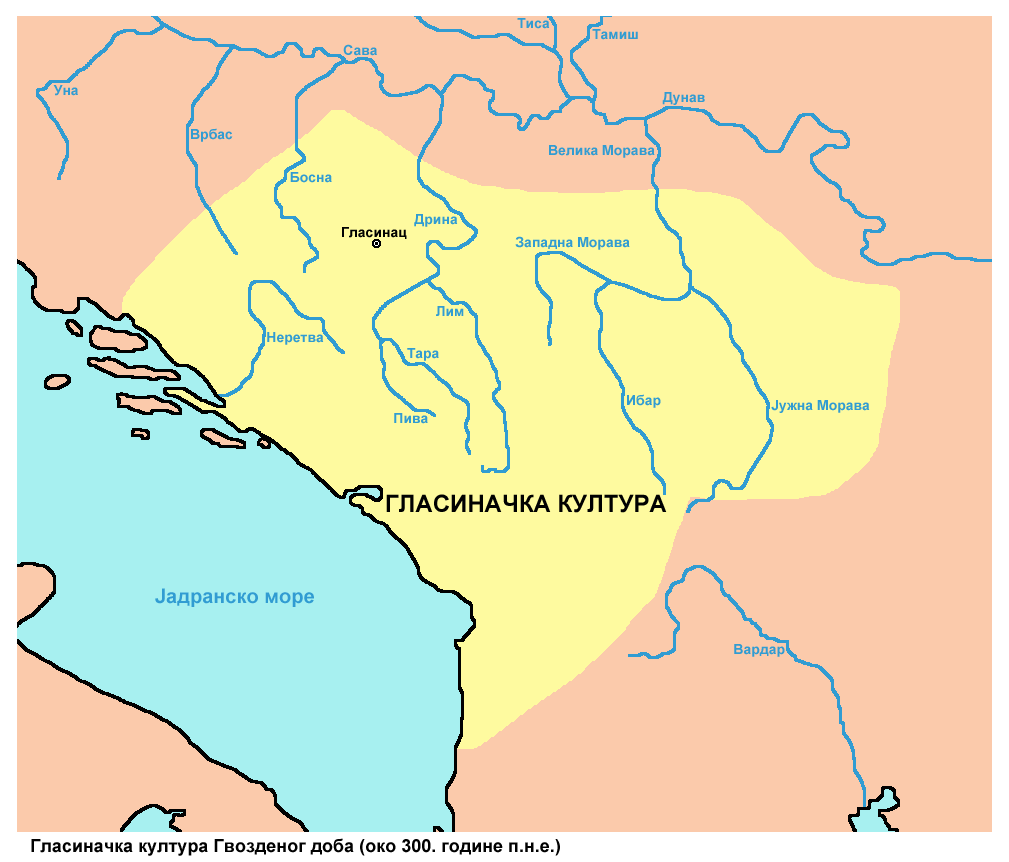
Гласинацкая культура около 300 года до н.э.

Гласинац — археологическая находка европейского значения, известная с конца XIX века. Исследования начались с 1886 по 1891 годы на Гласинацком поле, а позже расширились до рек Прачи и Дрины. В результате раскопок найдено около 50 доисторических городов и более 1200 курганов и могильников, сконцентрированных в группы и некрополи. Из курганов наиболее известными являются Талине, Лазе, Кусаче, Чаворине, Потпечине, Читлук, Маравичи, Плане, Брезье, Илияк, Русановичи, Госиня, Осово, Бранковичи, Сьеверско, Претежан. Из городов выделяются Кусаче, Кошутица, Кадича брдо, Илияк, Лозник и многие другие. Исследования проводили археологи Джордже Стратимирович, Чиро Трухелка, Вейсил Чурчич и Франьо Фиала, а в наше время — Боривой Чович и Б. Говедарица.

### Хронология
Хронология гласинацкого плато составили Алойз Бенац и Боривой Чович.
- Древнейшие поселения относятся к эпохе медного века.
- Ранний бронзовый век Гласинац I: от 1800 до 1500 г. до н.э. Кочевые скотоводы, разноплемённое малочисленное население.
- Средний бронзовый век Гласинац II: от 1500 до 1300 г. до н.э. Редкое население.
- Поздний бронзовый век Гласинац III: от 1300 до 800 г. до н.э. Наступает стабилизация, появление городов и рост населения.
- Железный век Гласинац IV: от 800 до 500 г. до н.э. Расцвет.
- Железный век Гласинац V: от 500 до 250 г. до н.э. Гласинацкая культура железного века.

Непосредственно Гласинацкая культура занимает куда более широкую площадь: включает Юго-Западную Сербию, Восточную Герцеговину и Черногорию. На севере и в центре Албании граничит с культурой Мати.